# Kumbia Kings
Los Kumbia Kings war eine US-amerikanische Musikgruppe mexikanischer Herkunft. Ihr Musikstil kombinierte Cumbia mit Hip-Hop und R&B.

## Geschichte
Die Kumbia Kings wurden 1999 von A. B. Quintanilla (Bruder der 1995 ermordeten „Queen of Tejano“, Selena Quintanilla) in Corpus Christi, Texas, gegründet.
Noch im selben Jahr brachten sie mit Amor, Familia y Respeto… ihr erstes Musikalbum auf den Markt, das die Top Ten der Top Latin Albums erreichte. Darüber hinaus wurde es für mehrere Grammy Awards nominiert und gewann den Musikpreis des Billboard Latin Music Award for Album of the Year by a New Artist.
Auch das folgende, 2001 veröffentlichte, Album Shhh! kam in die Top Ten. Es stieg auf Nummer zwei ein und erreichte später sogar den ersten Platz.
In den Jahren 2003/04 kam es innerhalb der Gruppe zu einem größeren Umbruch. Einige Musiker stiegen aus, weil sie mit ihrer Bezahlung unzufrieden waren und einige von ihnen begannen eine Solokarriere. Zu dieser Zeit stieg der Gitarrist Chris Pérez bei den Kumbia Kings ein. Pérez war mit Selena Quintanilla verheiratet und somit ein Schwager von A. B. Quintanilla. Beide hatten zu Selenas Lebzeiten bereits zusammen in der Band Los Dinos gespielt. In den folgenden Jahren veröffentlichten die Kumbia Kings auch zwei Tributlieder, in denen sie Selenas Lieder I Could Fall In Love und Baila Esta Cumbia unter Beibehaltung von Selenas Stimme neu aufnahmen.
Die Band bestand bis 2006, als es zu einem Rechtsstreit zwischen den beiden Gründern kam. Gemeinsam mit dem Gitarristen Chris Pérez verließ Quintanilla die Kumbia Kings und gründete mit den Kumbia All Starz eine neue Band, während Cruz Martínez aus rechtlichen Gründen die Kumbia Kings auflöste und mit Los Super Reyes unmittelbar darauf eine Nachfolgeband ins Leben rief.
Im Oktober 2009 legten die beiden Gründer ihre Streitigkeiten vorübergehend bei und starteten noch einmal eine Konzerttournee unter ihrem alten Namen, bevor die Band Anfang 2010 endgültig Geschichte war.

## Auszeichnungen für Musikverkäufe
| Goldene Schallplatte - Mexiko - 2004: für das Album Shhh! - 2006: für das Album Live - Vereinigte Staaten - 2000: für das Album Amor, Fmilia y Respecto Platin-Schallplatte - Mexiko - 2000: für das Album Amor, Fmilia y Respecto - Vereinigte Staaten - 2003: für das Album Al Mixed Up: Los Remixes (Latin) - 2004: für das Album Los Remixes Vol. 2.0 (Latin) - 2005: für das Album A.B. Quintanilla III Presents Duets (Latin) - 2006: für das Album A.B. Quintanilla III Presents Kumbia Kings Live (Latin) | 2× Platin-Schallplatte - Mexiko - 2005: für das Album Fuego - Vereinigte Staaten - 2004: für das Album 4 (Latin) - 2004: für das Album La Historia (Latin) 4× Platin-Schallplatte - Vereinigte Staaten - 2000: für das Album Amor, Fmilia y Respecto (Latin) - 2001: für das Album Shhh! (Latin) - 2006: für das Album Fuego (Latin) |

Anmerkung: Auszeichnungen in Ländern aus den Charttabellen bzw. Chartboxen sind in ebendiesen zu finden.
| Land/RegionAuszeichnungen für Musikverkäufe (Land/Region, Auszeichnungen, Verkäufe, Quellen) | Gold     | Platin       | Verkäufe  | Quellen         |
| -------------------------------------------------------------------------------------------- | -------- | ------------ | --------- | --------------- |
| Mexiko (AMPROFON)                                                                            | 2× Gold2 | 3× Platin3   | 450.000   | amprofon.com.mx |
| Vereinigte Staaten (RIAA)                                                                    | 2× Gold2 | 20× Platin20 | 2.200.000 | riaa.com        |
| Insgesamt                                                                                    | 4× Gold4 | 23× Platin23 |           |                 |